# Richard Temple-Grenville (3. książę Buckingham i Chandos)

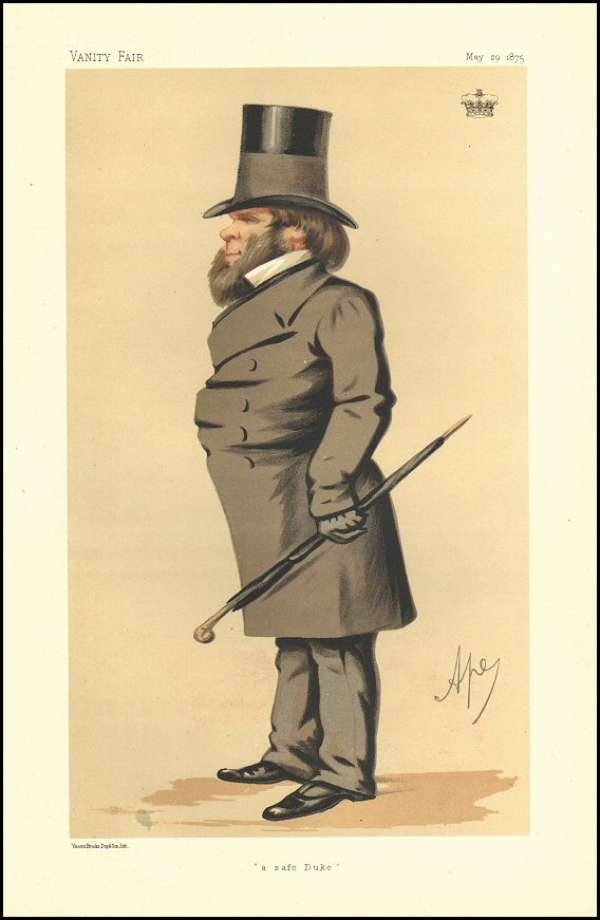
Książę Buckingham i Chandos

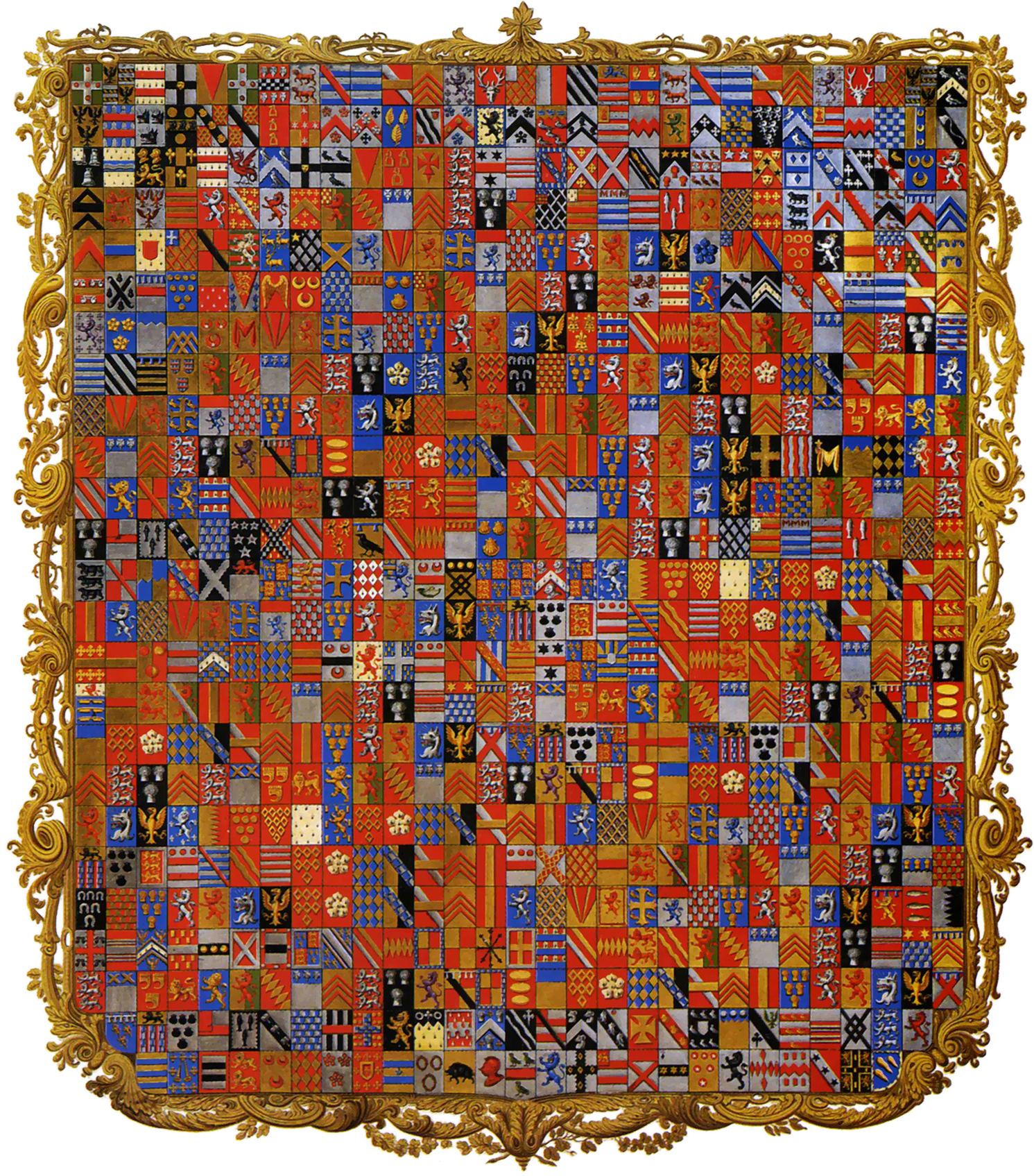
Tarcza herbowa księcia Buckingham i Chandos

Richard Plantagenet Campbell Temple-Nugent-Brydges-Chandos-Grenville, 3. książę Buckingham i Chandos GCSI (ur. 10 września 1823, zm. 26 marca 1889) – brytyjski arystokrata i polityk, członek Partii Konserwatywnej, minister w rządach lorda Derby’ego i Benjamina Disraeliego.

## Życiorys
Był synem Richarda Temple-Grenville'a, 2. księcia Buckingham i Chandos, oraz lady Mary Campbell, córki 1. markiza Breadalbane. Od urodzenia nosił tytuł grzecznościowy "hrabiego Temple". Kiedy jego ojciec odziedziczył tytuł książęcy w 1839 r., Richard został "markizem Chandos". W 1841 r. ukończył Eton College. Następnie rozpoczął studia w Christ Church na Uniwersytecie Oksfordzkim. Dwa lata później wstąpił do wojska i został porucznikiem Royal Buckinghamshire Yeomanry (w późniejszych latach został honorowym pułkownikiem tego regimentu).
W 1846 r. został wybrany do Izby Gmin jako reprezentant okręgu Buckingham. W 1852 r. był przez krótki czas lordem skarbu. Następnie został strażnikiem Tajnej Pieczęci księcia Walii oraz przewodniczącym London and North-Western Railway. W 1857 r. zrezygnował z miejsca w Izbie Gmin. W 1859 r. wystartował w wyborach w okręgu Oxford University, ale przegrał z późniejszym premierem, Williamem Ewartem Gladstone’em. Po śmierci ojca w 1861 r. odziedziczył tytuł 3. księcia Buckingham i Chandos, dzięki czemu zasiadł w ławach Izby Lordów. W tym samym roku zrezygnował z funkcji przewodniczącego London and North-Western Railway.
Po powrocie Partii Konserwatywnej do władzy w 1866 r. książę Buckingham otrzymał stanowisko Lorda Przewodniczącego Rady. 8 marca 1867 r. otrzymał tekę ministra kolonii. W 1868 r. został dodatkowo Lordem Namiestnikiem Buckinghamshire. Stanowisko ministra utracił po porażce konserwatystów w wyborach 1868 r. W latach 1875–1880 był gubernatorem Madrasu. W tym czasie otrzymał Krzyż Wielki Orderu Gwiazdy Indii. Zmarł w 1889 r.

## Rodzina
1 października 1851 r. w Langley poślubił Caroline Harvey (zm. 28 lutego 1874), córkę Roberta Harveya i Jane Collins, córki Johna Collinsa. Richard i Caroline mieli razem trzy córki:
- Mary Temple-Gore-Langton (30 września 1852 – 17 października 1944), 11. lady Kinloss
- Anne Temple-Gore-Langton (25 października 1853 – 20 marca 1890), żona podpułkownika George’a Hadawaya, nie miała dzieci
- Caroline Jemima Elizabeth Temple-Gore-Langton (11 kwietnia 1858 – 25 maja 1946)

17 lutego 1885 r. w Londynie poślubił Alice Graham-Montgomery (29 września 1847 – 15 września 1931), córkę sir Grahama Grahama-Montgomery’ego, 3. baroneta, i Alice Hope Johnstone, córki Johna Hope'a Johnstone’a. Małżonkowie nie mieli razem dzieci.